# Lymantria praetermissa
Lymantria praetermissa är en fjärilsart som beskrevs av Collenette 1933. Lymantria praetermissa ingår i släktet Lymantria och familjen tofsspinnare. Inga underarter finns listade i Catalogue of Life.